# 戊戌政变记
《戊戌政变记》是梁启超撰写的一部纪事本末体史书，共五篇，作于光绪二十四年（1898年）。书中详细记载了戊戌变法的发起、过程与终结，从亲历者角度分析了戊戌变法的前因后果，是研究清末维新变法运动的重要著述。

戊戌政变记

## 作者
梁启超，字卓如、任甫，号任公，别号饮冰室主人，清末戊戌变法领导人之一，变法失败后逃往日本。

## 背景
1898年11月，梁启超在兴中会横滨分会会长冯镜如及其弟冯紫珊资助下创办《清议报》，在报上刊载《戊戌政变记》。

## 内容

### 第一篇：《改革实情》
- 康有为响用始末
- 新政诏书恭跋

### 第二篇：《廢立始末記》
- 西后虐待皇上情形
- 光绪二十年以来废立隐谋
- 戊戌废立详记
- 论此次乃废立而非训政

### 第三篇：《政变前记》
- 政变之总原因
- 政变之分原因

```
    （附记
保国会
事）
```

- 政变原因答客难

### 第四篇：《政变正记》
- 推翻新政
- 逮捕志士

```
    附记
康南海
出险事
```

### 第五篇：《政变后论》
- 论中国之将来
- 中国与各国之关系
- 英日政策旁观论

### 第六篇：《殉难六烈士传》
- 康广仁传
- 杨深秀传
- 杨锐传
- 林旭传
- 刘光第传
- 谭嗣同传

```
  附烈宦
寇连材
传
```

### 引用
1. ↑  陈远，于首奎，梅良模等 (编). . . 山东教育出版社. 1992. ISBN 7532810984.
2. ↑   (PDF).   [2024-07-25]. （原始内容存档 (PDF)于2024-06-15）.

### 书目
- 狭间直树. . 近代史研究. 1997, (4): 230–239. ISSN 1001-6708. CNKI JDSY704.010. NCPSSD 1002246997.